# Alison Balsom
Alison Louise Balsom (Royston, 7 ottobre 1978) è una trombettista britannica.

## Discografia
- Alison Balsom: Music for Trumpet and Organ (EMI Classics Debut, 2002)
- Alison Balsom & Crispian Steele-Perkins: The Fam'd Italian Masters (Hyperion, 2003)
- Alison Balsom: Bach works for Trumpet (EMI Classics, 2005)
- Alison Balsom: Caprice (EMI Classics, 2006)
- Alison Balsom: Haydn and Hummel Trumpet Concertos (EMI Classics, 2008)
- Alison Balsom: Italian Concertos (EMI Classics, 2010)
- BBC Music Magazine, December 2010: Haydn & Hummel concertos (not the 2008 EMI recordings); Albinoni's Oboe Concerto Op. 9 No. 2, transcribed for trumpet; and Vivaldi's Violin Concerto Op. 3 No. 9, arranged for trumpet and instrumental trio.
- Alison Balsom: Seraph: Trumpet Concertos by Arutiunian, MacMillan, and Zimmerman (EMI Classics, 2012)
- Alison Balsom: Alison Balsom (EMI Classics, 2012)
- Alison Balsom: Sound the Trumpet (EMI Classics, 2012)

## Premi
- Gramophone Award 2013 - Artista dell'anno
- Classical BRIT Awards 2009, 2011 - artista femminile dell'anno
- Gramophone Award 2006 - Listener's Choice Award FM